# Ardisia scortechinii
Espèce
Statut de conservation UICN

 DD  : Données insuffisantes
Ardisia scortechinii est une espèce de plantes à fleurs de la famille des Primulaceae, originaire de Malaisie.

## Classification
Cette espèce a été décrite en 1905 par les botanistes George King (1840-1909) et James Sykes Gamble (1847-1925). L'épithète spécifique scortechinii signifie « de Scortechini », en hommage au père Benedetto Scortechini (es) (1845-1886)  botaniste italien, explorateur en Malaisie et en Australie, qui a récolté les spécimens types.
En classification phylogénétique APG III (2009) l'espèce fait partie de la famille des Primulaceae. En classification classique de Cronquist (1981) et en classification phylogénétique APG II (2003) le genre Ardisia était assigné à la famille des Myrsinaceae.

### Liste des variétés
Selon Tropicos (20 novembre 2017) :
- variété Ardisia scortechinii var. trengganuensis C.M. Hu

## Répartition géographique
Cette espèce est originaire de Malaisie.